# Wu Ťie-pching
Wu Ťie-pching (čínsky pchin-jinem Wú Jiēpíng, znaky zjednodušené 吴阶平; 22. ledna 1917 — 2. března 2011) byl čínský lékař, pedagog a politik. Studoval v Číně a USA, jako lékař se specializoval na urologii a byl jednou z vůdčích postav v oboru. Věnoval se i otázkám plánování rodiny a sexuální výchovy, gerontologie. Byl členem Společnosti 3. září, jedné z menších politických stran v Čínské lidové republice a v letech 1992–2002 ji vedl; současně v letech 1993–2003 zastával funkci  místopředsedy stálého výboru Všečínského shromáždění lidových zástupců (parlamentu).

## Život
Wu Ťie-pching se narodil 22. ledna 1917 v okrese Wu-ťin na jihu provincie Ťiang-su jako druhý ze čtyř synů průmyslníka Wu Ťing-iho. Všichni čtyři bratři se chtěli stát lékaři a vystudovali medicínu. Wu Ťie-pching v roce 1937 získal bakalářský titul na Jenťingské univerzitě a v roce 1942 titul doktora medicíny na Pekingské spojené lékařské škole, specializoval se na urologii. V letech 1947–1948 studoval na Chicagské univerzitě.
Roku 1948 se vrátil do Číny, jako profesor přednášel a pracoval ve zdravotnickém centru Pekingské univerzity. Roku 1952 se Pekingský zdravotnický institut osamostatnil od univerzity. V roce 1952 vstoupil do jedné z menších politických stran Čínské lidové republiky, do Společnosti 3. září a roku 1956 vstoupil do Komunistické strany Číny. Jeho mezinárodní prestiži výrazně pomohlo úspěšné léčené problémů s ledvinami indonéského prezidenta Sukarna. Poskytoval lékařské služby i jiným předním politikům, Kim Ir-senovi, Ho Či Minovi, Marcosovi a dalším; od konce roku 1967 působil jako lékař Ťiang Čching, v následujícím roce ošetřoval Lin Piaoa a v roce 1972 se stal vedoucím lékařského týmu Čou En-laje, kterého léčil na rakovinu močového měchýře.
Od roku 1960 deset let působil v Druhém pekingském zdravotnickém institutu, jako profesor, viceprezident a prezident institutu. Patřil k předním čínským urologům, vyvíjel nové operační techniky a postupy, roku 19860 provedl první transplantaci ledviny v Číně. Zabýval se otázkami gerontologie, plánování rodiny (zejména postupy sterilizací), prosazoval sexuální vzdělávání. Působil ve vedoucích funkcích v čínských lékařských společnostech a akademiích.
V roce 1980 byl zvolen členem Čínské akademie věd, roku 1986 místopředsedou Čínské společnosti pro vědu a techniku. Od roku 1989 zastával funkci místopředsedy ústředního výboru Společnosti 3. září a o tři roky později povýšil na předsedu (do roku 2002). V roce 1993 byl zvolen místopředsedou stálého výboru Všečínského shromáždění lidových zástupců, tuto funkci zastával do roku 2003.
Zemřel v Pekingu 2. března 2011 ve věku 94 let.